# П'єр Жуль Барош
П'єр Жуль Барош (фр. Pierre Jules Baroche; 18 листопада 1802, Ла-Рошелі — 29 жовтня 1870, острів Джерсі, Велика Британія) — французький юрист і політик.

## Біографія
Народився у сім'ї власника магазину. Вивчав право, у 1820 році отримав ступінь бакалавра. В 1823 році почав адвокатську практику, був одним із найвідоміших адвокатів Парижа, беручи участь у багатьох гучних процесах. У 1846 році його було обрано головою ради паризьких адвокатів (батонне), а в 1847 році Барош був обраний до палати депутатом від округу Рошфор. Разом з Оділоном Барро став в ряди опозиції і взяв активну участь у русі за реформи. Після Лютневої революції 1848 був представником департаменту Шаранти в Національних зборах.
Енергійна протидія, яку Барош виявляв демократичним прагненням, звернула на нього увагу Луї-Наполеона Бонапарта, і коли останній був обраний президентом (грудень 1848), Барош був призначений генеральним прокурором при Паризькому апеляційному суді. До цього він обіймав у березні та квітні 1849 року посаду генерального прокурора Вищого суду Бурже, а 30 травня того ж року був більшістю голосів обраний віцепрезидентом Законодавчих зборів. Страх, викликаний в уряду виборами 1850 року, які дали сприятливі для соціалістів результати, сприяв призначенню Бароша міністром внутрішніх справ. На цій посаді Барош, за тодішніми оцінками, показав себе слухняним знаряддям реакції: він закрив політичні клуби, заборонив народні зібрання, змінив закони про друк і обмежив право загального голосування. 10 квітня 1851 року він також обійняв посаду міністра закордонних справ, але коли президент Луї-Наполеон Бонапарт зажадав від своїх міністрів внесення до палати законопроєкту про скасування нового виборчого закону 31 травня, Барош 14 жовтня 1851 року подав у відставку.
Після перевороту 2 грудня 1851 року, що призвів до утворення Другої імперії, повернувся до політики, ставши заступником голови Консультативного комітету та віце-президентом, а потім президентом Державної ради. У 1855 році отримав Орден Почесного легіону. У січні 1860 року тимчасово виконував обов'язки міністра закордонних справ, у листопаді того ж року став міністром без портфеля, в 1863 отримав посаду міністра юстиції, міністра віросповідань, а 20 жовтня 1864 був призначений сенатором. У сенаті, як і в законодавчому корпусі, Барош всією силою ораторського таланту захищав абсолютистську політику Наполеона III. Але 17 липня 1869 року, коли імператор обіцяв реформи в конституційному дусі і для здійснення їх утворив міністерство Олів'є, відмовився від портфеля.
При падінні Другої імперії Барош, незважаючи на те, що був сенатором до 4 вересня 1870 року та членом Таємної ради, утік на острів Джерсі, де помер.
Батько Ернеста Бароша (1829—1870), політика та письменника.